# جو هيدجيز
جو هيدجيز (بالإنجليزية: Joe Hedges)‏ هو موسيقي أمريكي، ولد في 6 سبتمبر 1980 في ترينتون في الولايات المتحدة.

## وصلات خارجية
- جو هيدجيز على موقع ميوزك برينز (الإنجليزية)
- جو هيدجيز على موقع ديسكوغز (الإنجليزية)